# 워소 (비디오 게임)

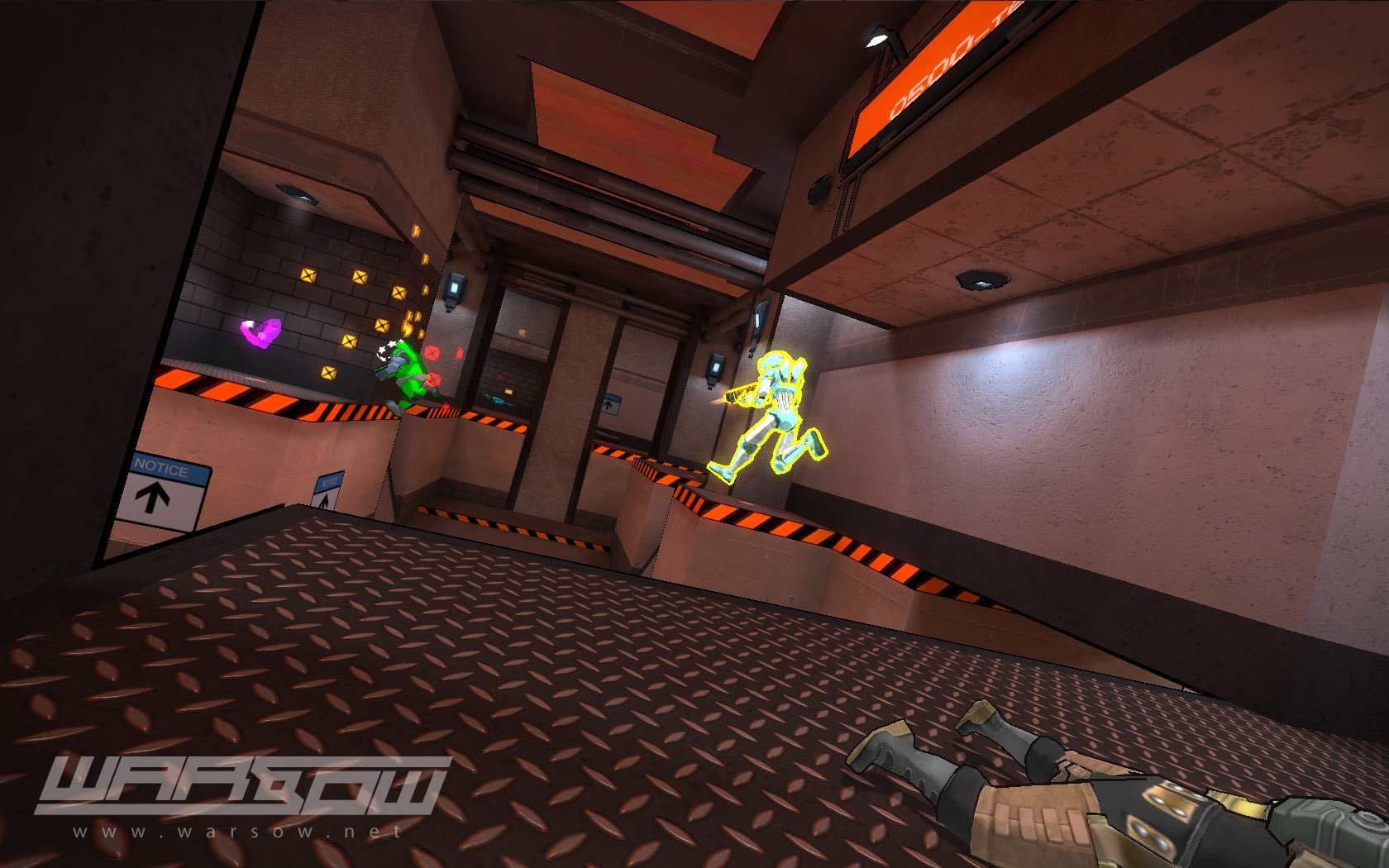

워소(Warsow 또는 War§ow)는 오픈 소스 1인칭 슈팅 비디오 게임이다.

## 개발
워소는 2005년 6월 8일 알파 버전으로 처음 공개되었다. 안정판 1.0은 개발한지 7년 만인 2012년 7월 28일 출시되었다.
워소의 코드베이스는 자유-오픈 소스 소프트웨어이며 GPLv2 라이선스로 배포된다. Qfusion이라는 퀘이크 II 엔진의 고급 수정판을 토대로 개발되었다. 아트워크와 기타 미디어는 원래 다른 게임이 아닌 "개인 포트폴리오" 작품에 한정하여 미디어 기여자의 사용이 허가된 사유 워소 콘텐트 라이선스 하에 라이선스되었다. 일부 자산은 나중에 크리에이티브 커먼즈 라이선스 Attribution-ShareAlike 4.0 International 라이선스로 출시된 반면 그밖의 자산들은 비자유 라이선스 CC-BY-ND 하에 배포되었다.

## 같이 보기
- 자유-오픈 소스 소프트웨어 패키지 목록